# Decrescita

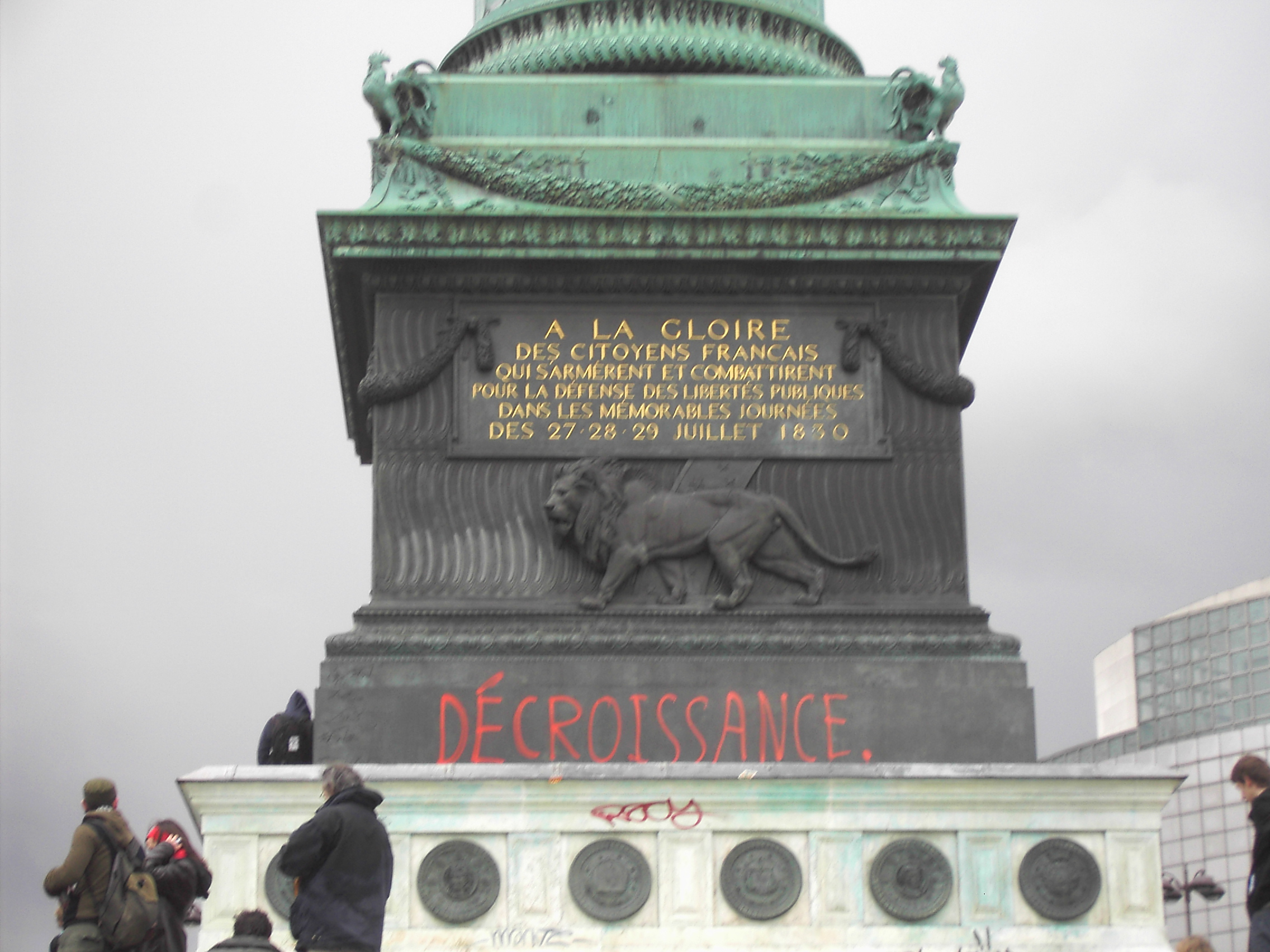
Il graffito rosso décroissance (decrescita) alla base della Colonna di luglio in Place de la Bastille, scritto durante lo sciopero generale del 28 marzo 2006.

Il concetto di decrescita è alla base di una corrente di pensiero politico, economico e sociale favorevole alla riduzione controllata, selettiva e volontaria della produzione economica e dei consumi, con l'obiettivo di stabilire relazioni di equilibrio ecologico fra l'uomo e la natura, nonché di equità fra gli esseri umani stessi.
Come ha affermato Serge Latouche, uno dei principali fautori della decrescita, essa è innanzitutto uno slogan per indicare la necessità e l'urgenza di un "cambio di paradigma", di un'inversione di tendenza rispetto al modello dominante della crescita basato sulla produzione esorbitante di merci e sul loro rapido consumo. Una critica analoga alla crescita è portata avanti da Kohei Saito, docente di economia politica all'Università di Osaka, autore nel 2020 del saggio Capital in the Anthropocene.
Se si ritiene che la spina dorsale della civiltà occidentale risieda nella produzione materiale di beni e nella massimizzazione del profitto secondo il modello di economia di mercato, parlare di decrescita significa immaginare non solo un nuovo tipo di economia, ma anche un nuovo tipo di società. Essa invita, dunque, ad una messa in discussione delle principali istituzioni socio-economiche, al fine di renderle compatibili con la sostenibilità ecologica, un rapporto armonico uomo-natura, la giustizia sociale e l'autogoverno dei territori, restituendo una possibilità di futuro a una civiltà che, secondo i teorici della decrescita, tenderebbe all'autodistruzione.
Nata come una critica alle dinamiche economiche prevalenti, attorno al progetto della decrescita si articola ormai un insieme variegato di proposte e riflessioni. Esse investono la sfera ecologica, sociale, politica e culturale oltre a una molteplicità di "buone pratiche" (dai Distretti di Economia Solidale all'agricoltura biologica e alla permacultura, dai Gruppi di Acquisto Solidale alla difesa dei territori e dei beni comuni, dal risparmio energetico al consumo critico, dal cohousing alla sharing economy), che realizzano un'importante circolarità tra esperienze concrete e ricerca teorica.

## Storia

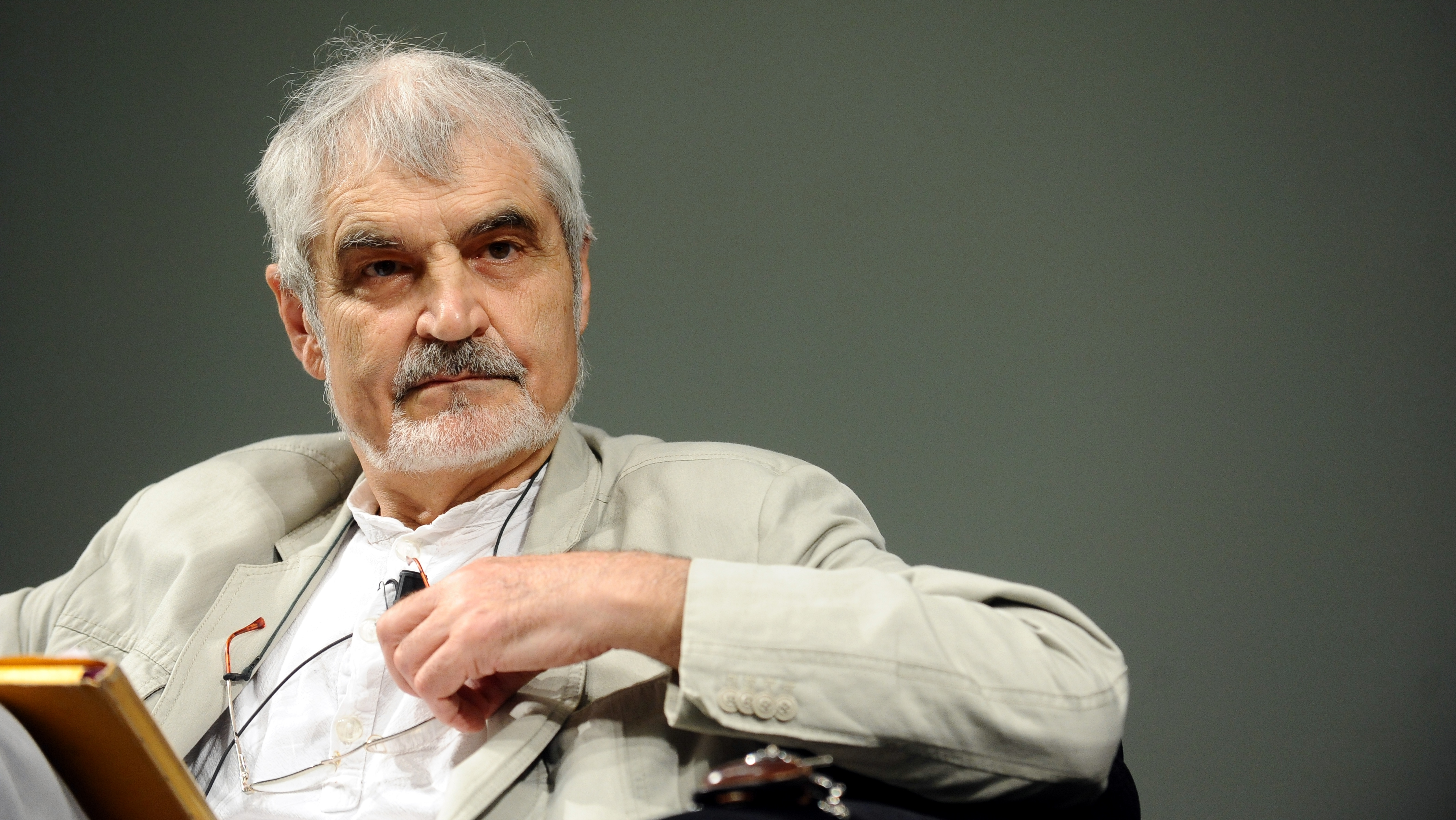
Serge Latouche è uno dei principali sostenitori della teoria della decrescita.

Le idee sostenute dai teorici della decrescita contemporanei affondano le loro radici nel pensiero di alcuni autori come Ruskin, Thoreau e Tolstoj. Anche gli scritti di Gandhi contengono simili principi, in particolare riguardo al concetto di semplicità volontaria.
Propriamente, il termine "decrescita" compare per la prima volta nel 1972 sotto la penna di André Gorz e poi nel 1979 nel titolo della traduzione francese di un'opera di Georgescu-Roegen "Demain la Décroissance" (curata da Jacques Grinevald). Altre importanti anticipazioni possono essere ritrovate nei lavori pubblicati per conto del Club di Roma, di Ivan Illich, posizioni poi riprese da Latouche e da altri economisti contemporanei.

### Il rapporto al Club di Roma
Nel 1968 il think tank detto Club di Roma diretto da Aurelio Peccei con sede a Winterthur in Svizzera chiese ad alcuni ricercatori del Massachusetts Institute of Technology di predisporre uno studio che indicasse soluzioni pratiche per problemi su scala globale. Il rapporto venne pubblicato nel 1972 con il nome di Rapporto sui limiti dello sviluppo e divenne il primo studio importante che evidenziava i pericoli della repentina crescita che il mondo stava sperimentando. Questo documento, conosciuto anche con il nome di rapporto di Meadows, rappresenta il primo studio scientifico che individua nella crescita economica la principale causa dei problemi ambientali come l'inquinamento, la scarsità delle materie prime e la distruzione degli ecosistemi. Non propone la decrescita, ma la "crescita zero" per i paesi ricchi.

### Gli studi di Georgescu-Roegen
Georgescu-Roegen è considerato uno dei precursori della decrescita, quantomeno per quanto attiene alla questione dei limiti ecologici. Nel 1971 ha pubblicato The Entropy Law and the Economic Process e altri saggi, ora raccolti in Bioeconomia (2003), nel quale notò come il modello dell'Economia neoclassica non tenesse conto del secondo principio della termodinamica. Tale concetto, o legge di entropia, afferma che in ogni produzione fisica una parte dell'energia impiegata passa necessariamente da una forma disponibile ad una indisponibile. In altre parole, nel processo economico, ogni attività produttiva comporta una diminuzione dell'energia disponibile. Georgescu-Roegen ha connesso dunque l'attività economica al consumo di risorse naturali evidenziando i fondamenti fisici che stanno alla base della loro limitatezza e del loro progressivo esaurimento.

## Concetti generali
Sul tema della decrescita si è sviluppato un complesso di idee sostenuto da movimenti culturali alternativi, anti-consumisti, anticapitalisti ed ecologisti. Queste idee intendono proporre modelli culturali alternativi al consumismo e superare il principio della crescita economica. Il termine decrescita si accompagna talvolta ad alcuni aggettivi, in espressioni come «decrescita sostenibile» o «decrescita felice» (in francese, anche «objection de croissance» un gioco di parole con obiezione di coscienza, objection de conscience).
Le proposte dei sostenitori della decrescita si sviluppano su due piani: a livello individuale, la scelta di stili di vita detti di semplicità volontaria; a livello globale, una ricollocazione delle attività economiche al fine di ridurre l'impronta ecologica, gli sprechi energetici, l'impatto ambientale, le disuguaglianze sociali. I sostenitori della decrescita affermano che la crescita economica - intesa come accrescimento costante del Prodotto Interno Lordo (PIL) - non porta a un maggior benessere.
Questa idea è in contrasto con il "senso comune" della società cosiddetta "moderna", che identifica la crescita del PIL con l'aumento del livello di vita. Il miglioramento delle condizioni di vita deve quindi essere ottenuto non con l'aumento dei consumo di merci ma con il miglioramento dei rapporti sociali, dei servizi collettivi, della qualità ambientale. La costruzione di questo nuovo modello vede l'impegno di numerosi intellettuali, al seguito dei quali si sono formati movimenti spesso non coordinati fra loro, ma con il fine comune di cambiare il paradigma dominante dell'aumento dei consumi quale fonte di benessere. Un esempio di questi gruppi sono i gruppi d'acquisto solidale (GAS) o gli ecovillaggi.
Il principale teorico di questa corrente è Serge Latouche, mentre in Italia troviamo: Mauro Bonaiuti che nel 2004 fonda insieme a Marco Deriu, Luca Mercalli, Paolo Cacciari, Gianni Tamino ed altri l'Associazione per la Decrescita; Maurizio Pallante, fondatore del Movimento per la Decrescita Felice.

### Presupposti della decrescita
- Il sistema produttivo ed economico, che dipende da risorse non rinnovabili, è basato sulla crescita illimitata del PIL, ma i principi della termodinamica e la limitatezza delle risorse materiali ed energetiche presenti nella Terra contraddicono tale modello. Vladimir Ivanovič Vernadskij, mutuando dal secondo principio della termodinamica il concetto di entropia, rileva che la crescita del PIL comporta la diminuzione dell'energia disponibile e l'aumento di rifiuti danneggiando gli ecosistemi terrestri.
- Non v'è alcuna prova della possibilità di separare la crescita economica dalla crescita del suo impatto ecologico.
- La ricchezza prodotta dai sistemi economici non consiste soltanto in beni materiali e servizi privati: esistono altre forme di ricchezza pubblica e sociale, come la salute degli ecosistemi, la qualità della giustizia, le buone relazioni tra i componenti di una società, il grado di uguaglianza, il carattere democratico delle istituzioni, il welfare, e così via. La sola crescita materiale, misurata secondo indicatori monetari, solitamente non considera queste altre forme di ricchezza.
- Le società attuali, condizionate dai consumi materiali (telefoni cellulari, viaggi aerei, uso costante e non selettivo dell'auto ecc.) non percepiscono, in generale, lo scadimento di ricchezze più essenziali come la qualità della vita, e sottovalutano le reazioni degli esclusi, come la violenza nella periferie o il risentimento contro gli occidentali nei paesi esclusi dallo (o limitati nello) sviluppo economico di tipo occidentale.

### Equità e redistribuzione delle risorse
L'assunto della decrescita è che le risorse naturali sono limitate e che vengono gestite in modo iniquo; la decrescita è uno strumento per avviare una equa redistribuzione delle risorse del pianeta tra tutti i suoi abitanti, perseguendo il principio dell'eguaglianza tra i popoli. I Paesi più ricchi dovrebbero ridurre i loro standard attuando un processo di decrescita, limitando i consumi, sviluppando modelli energicamente autosufficienti. Ma la decrescita non è solo una questione quantitativa, di fare meno dello stesso, ma anche e soprattutto, un riordino paradigmatico dei valori, in particolare la (ri)affermazione dei valori sociali ed ecologici e la (ri)politicizzazione dell'economia.
Lo sviluppo basato sulla crescita ha dimostrato di accrescere l'ineguaglianza sociale, concentrando ricchezze nelle mani di pochi anziché generare maggior benessere e aumentare gli standard di vita. 
Le critiche alla decrescita affermano che un rallentamento della crescita economica provocherebbe un aumento della disoccupazione e della povertà, e che comunque almeno nel Sud del mondo occorre consentire la crescita economica. I fautori della decrescita sostengono invece che rilocalizzare e abbandonare l'economia globale nel Sud globale permetterebbe a queste popolazioni di aumentare il loro grado di autosufficienza e indipendenza impedendo il sovra-consumo e lo sfruttamento delle loro risorse da parte del Nord.

### Sostenibilità
Per la decrescita l'aggettivo "sostenibile" allude alla proposta di organizzarsi collettivamente in modo che la diminuzione della produzione di merci non riduca i livelli di benessere. La teoria della decrescita non implica evidentemente il perseguimento della crescita negativa ma si pone come mezzo per la ricerca di una qualità di vita migliore. Se la crescita del PIL non coincide con una crescita di benessere (un incidente d'auto, ad esempio, è comunque un fattore di crescita del PIL) allora occorre smettere di utilizzare tale indicatore statistico come unica bussola. Questa tesi è ormai accettata anche da economisti e scienziati estranei alla Decrescita (H. Daly, R. Costanza e altri).
Il principio della decrescita non va confuso con quello dello sviluppo sostenibile il quale non mette in discussione il perseguimento della crescita economica. Per la decrescita lo sviluppo sostenibile è quindi ritenuto un ossimoro.

### Impronta ecologica
L'impronta ecologica è un indicatore espresso in "ettari di superficie terrestre" che misura l'impatto della popolazione in un territorio. Tale indicatore mette in relazione la capacità delle superfici terrestri e marine di produrre materie prime e di assorbire i rifiuti, e i consumi della popolazione. Secondo il rapporto del 2005 della Rete Globale di Impronta Ecologica, mentre gli abitanti dei Paesi sviluppati utilizzano 6.4 ettari globali (gHa), quelli dei Paesi meno sviluppati necessitano di un solo gHa. Ad esempio, mentre ogni abitante del Bangladesh utilizza quanto si produce su 0.56 gHa, un nordamericano necessita di 12.5 gHa (22,3 volte tanto). il numero medio di ettari globali a persona ha raggiunto i 2.7 ettari pro capite. Per far sì che la popolazione mondiale possa raggiungere gli standard dei Paesi europei, sarebbero necessarie le risorse di un numero compreso fra tre e otto pianeti Terra.

### Aforisma sul modello economico attuale
L'economista Hazel Henderson paragona il modello economico occidentale attuale ad una torta a tre strati con glassatura: alla base c'è madre natura, lo strato sopra è quello dell'economia di sussistenza, ancora sopra c'è lo strato dell'economia pubblica e privata e, infine, la glassatura è rappresentata dalla finanza.

### Progresso tecnologico ed efficienza produttiva
Il concetto di decrescita si fonda sull'ipotesi che produrre di più implichi il consumo di energia e materie prime, mentre diminuisce l'importanza della forza lavoro sostituita dalle macchine. Questa analisi è considerata fallace da coloro che affermano che il progresso tecnologico ci consente di produrre di più con meno, fornendo maggiori servizi. Questa teoria è conosciuta come distruzione creativa, il processo per cui le "vecchie" produzioni (con le loro tecnologie costose e inquinanti) scompaiono dal mercato come risultato dell'innovazione che abbassa i costi consumando meno energia e materie prime pur accrescendo la produttività. Allo stesso tempo la riduzione dei costi e l'aumento dei profitti consente maggiori investimenti in nuovo sviluppo tecnologico, che andrà a rimpiazzare le vecchie tecnologie più inquinanti. Per tale motivo le tecnologie che riducono l'utilizzo di risorse e incrementano l'efficienza sono spesso indicate come soluzioni sostenibili o "verdi".
Tuttavia, gli effetti di tali progressi tecnologici vengono sovente ridotti dall'effetto rebound (vedi anche paradosso di Jevons). Questo concetto mette in evidenza il fatto che l'introduzione di una nuova tecnologia spesso si accompagna a un aumento della capacità produttiva e dei consumi di quel prodotto, tali da vanificare il risparmio di risorse conseguito dalla maggiore efficienza. Nel modello consumista si adotta l'obsolescenza programmata cioè la strategia di provocare l'invecchiamento precoce dei prodotti per poterli sostituire con quelli "nuovi"; l'incremento della produzione è collegato direttamente anche al consumo di risorse naturali e alla produzione di rifiuti. I fautori della decrescita sostengono che le tecnologie efficienti non devono essere finalizzate all'aumento di produzione di merci ma devono rispondere ai reali bisogni dell'uomo, essere semplici, disponibili e a basso costo.

## Critiche alla teoria della decrescita

### Critiche della scuola neo-classica
I sostenitori del libero mercato credono che se una particolare risorsa non rinnovabile diventa scarsa, il mercato limiterà la sua estrazione attraverso due meccanismi:
- un aumento di prezzo (domanda e offerta) e la conseguente diminuzione di domanda
- un aumento dei fondi per lo sviluppo delle alternative (cioè energie rinnovabili, riciclaggio dei rifiuti, ecc.)

Questa posizione sostiene che il modo più razionale per risolvere il problema è lasciar fare alle dinamiche di mercato (business as usual) e ritengono queste forze più efficienti di qualsiasi sistema centralizzato (si vedano le voci analisi costi-benefici, tragedia dei beni comuni). Il capitalismo consente di conoscere e sfruttare nuove fonti energetiche perché la crescita economica ne richiederà il loro uso. In sostanza dunque, secondo gli economisti neo-classici, se la decrescita ci sarà questa sarà fisiologica e regolata dalle leggi di mercato al raggiungimento del massimo dello sviluppo del sistema economico in funzione delle disponibilità di risorse.
Sotto questo punto di vista l'eventuale decrescita fisiologica potrebbe non essere "felice" ed assomigliare molto ad una recessione in quanto la contrazione dell'offerta e dei consumi avrebbe effetti o ripercussioni negative anche su altre variabili macroeconomiche come l'occupazione e il reddito delle persone. Infatti, secondo un reportage pubblicato dalla rivista specializzata illuminem, il mondo sta già sperimentando la decrescita, con esiti sfavorevoli per l'innovazione, i migranti e il benessere economico. In risposta alle teorie di Nicholas Georgescu-Roegen, Robert Solow e Joseph Stiglitz hanno argomentato che capitale e lavoro possono sostituire le risorse naturali nella produzione, sia in maniera diretta che indiretta, garantendo una crescita sostenuta o almeno uno sviluppo sostenibile.

### Critiche dei marxisti
I marxisti distinguono tra due tipi di crescita: quella che è utile agli uomini, e quella che esiste solo per aumentare i profitti delle imprese. Essi ritengono che siano la natura e il controllo della produzione a essere determinanti, non la sua quantità. Questi fattori, il controllo dell'economia e una strategia per la crescita, sono i pilastri che permettono lo sviluppo sociale ed economico. L'errore della teoria della decrescita sta quindi alla propria base, non riconoscendo che il motore del capitalismo non è la produzione di merci in sé, ma il fatto che questa produzione, e quindi la forma assunta e l'inquinamento che spesso provoca, sia subordinata alla produzione e all'appropriazione privata di profitto. Secondo i marxisti, da questa premessa discendono due conclusioni errate. Da un lato, la crisi ecologica frutto dell'eccesso consumistico è descritta, dalla teoria della decrescita, nei termini di un problema comune, che l'umanità deve affrontare a causa del degrado ambientale.
Questa lettura tralascia le implicazioni di classe di questa crisi, per esempio il fatto che i costi sociali della crisi ecologica siano scaricati soprattutto sui gruppi sociali inferiori - in Bangladesh come a New Orleans - e molto meno sulle spalle delle élite e delle classi più elevate. Dall'altro lato, considerando l'aumento della produttività del lavoro come un fatto negativo per sé, la teoria della decrescita non riconosce che è stato attraverso tale aumento che storicamente è stato possibile ridurre il tempo necessario alla produzione dei beni (non solo superflui ma anche di prima necessità), creando non solo la possibilità della soddisfazione e dell'ampliamento dei bisogni umani, ma anche le condizioni per la diminuzione del tempo di lavoro.
I marxisti, infatti, sostengono che nel capitalismo l'aumento della produttività è teso ad altri fini, dal momento che il capitale non ha per suo scopo il soddisfacimento dei bisogni umani, ma la produzione di profitto. Ne discende che il problema non sono gli aumenti di produttività in astratto (e la crescita economica che ne deriva) ma a favore di chi vanno tali aumenti di produttività (e la relativa crescita). Non è il quanto si produce ma il come e per l'interesse di chi si produce. Da questa impostazione, i marxisti concludono che la soluzione non sta nel negare la crescita delle forze produttive, come prescrive in definitiva la teoria della decrescita, ma sta nel ricondurre la crescita sotto il controllo di chi produce secondo un piano razionale, che regoli la produzione complessiva in base ai bisogni e non in base alle esigenze di profitto.

### Critiche tecnologiche
Secondo i sostenitori della crescita il progresso tecnologico risolverebbe i problemi delle esternalizzazioni negative legate alla produzione. Secondo i promotori della crescita attraverso l'innovazione tecnologica si possono ottenere prodotti e servizi che utilizzano meno risorse e hanno un effetto negativo minore sull'ambiente.
Questa ideologia attinge dai principi del Positivismo per una visione fondamentalmente ottimista sulla tecnologia, la quale pone l'essere umano al disopra della natura. Essa punta alla riduzione del fattore di relazione tra consumo di energia e produzione (detto intensità energetica). Inoltre suggeriscono che la ricerca in campo nucleare potrebbe fornire soluzioni temporanee alternative all'attuale crisi petrolifera nell'attesa che altre tecnologie, come la fusione nucleare, diventino accessibili.
Questa teoria è però in contrasto con i risultati emersi dal Global Carbon Project del 2007, i quali dimostrano come attualmente la suddetta diminuzione del valore di intensità energetica non sia avvenuta. Questo processo rispecchia il Paradosso di Jevons il quale dimostra che le tecnologie che ottimizzano i costi di produzioni diminuendo l'uso di risorse abbassano il prezzo di un bene/servizio rendendolo meno caro, questo fa sì che più persone acquistino il bene/servizio creando un consumo più elevato di risorse. Per esempio: se creo una tecnologia che mi fa utilizzare meno acqua per produrre dei jeans il costo dei jeans calerà e più persone acquisteranno i pantaloni aumentando l'uso di risorse.

### Critiche riguardo ai paesi in via di sviluppo
Il concetto di decrescita è visto come contraddittorio se applicato ai paesi in via di sviluppo che richiedono invece una forte crescita delle loro economie per raggiungere la prosperità. In questo senso la maggioranza dei sostenitori della decrescita propongono il raggiungimento da parte di questi paesi di un certo livello di benessere in maniera indipendente dalla crescita economica, per esempio attraverso la rivitalizzazione di economie locali di autosussistenza, come tali non finalizzate alla produzione di merci per l'esportazione.

### Critiche costruttive riguardo la sperimentazione del modello della Decrescita
Nel saggio "The Green State Laboratory - Critica della Decrescita e la teoria del GSL", vincitore del premio Microeditoria di Qualità, l'autore Kiril K. Maritchkov analizza i punti deboli della Decrescita e dei movimenti ecologisti in generale, della loro filosofia e azione politica, proponendo nuove idee e soluzioni alternative rispetto alle consuete metodologie di lotta ambientalista tradizionale, dall’alleanza con i partiti di destra alla partnership ideologico-logistica con la Chiesa. Il cuore del libro, però, è il Green State Laboratory, la teoria sulla realizzazione - all’interno di uno dei paesi-membri dell’Unione Europea - del primo Stato-laboratorio della Decrescita nella storia dell’Umanità, dove sperimentare concretamente il modello politico-economico e sociale della futura Società del Doposviluppo, le sue tecnologie e principi economici, che risulta secondo l'autore l’unica via d’uscita dal vortice di autodistruzione ambientale in cui sta sprofondando il mondo contemporaneo. Poste le principali linee teoriche, si delineano i requisiti, le modalità d’attuazione e i benefici che il progetto comporterebbe su scala locale e globale.

### Precursori
- N. Georgescu-Roegen (1998), Energia e miti economici [scritti 1970-1982], Torino, Bollati Boringhieri.
- N. Georgescu-Roegen (2003), Bioeconomia. Verso un'economia ecologicamente e socialmente sostenibile [scritti 1974-1989], Torino, Bollati Boringhieri.
- A. Gorz (1978), Ecologia e politica [1975], Bologna, Cappelli.
- A. Gorz (1977), Sette tesi per cambiare la vita [1977], Milano, Feltrinelli.
- A. Gorz (1992), Capitalismo, socialismo, ecologia [1991], Roma, Manifestolibri.
- A. Gorz (1998, 2009), Miseria del presente, ricchezza del possibile [1997], Roma, Manifestolibri.
- A. Gorz (2009), Ecologia [articoli 1975-2007], Milano, Jaca Book.
- I. Illich (2012), Rivoluzionare le istituzioni. Celebrazione della consapevolezza [1970], Milano-Udine, Mimesis.
- I. Illich (2010), Descolarizzare la società. Una società senza scuola è possibile? [1971], Milano-Udine, Mimesis.
- I. Illich (2006), Elogio della bicicletta [1973], Torino, Bollati Boringhieri.
- I. Illich (2005), La convivialità [1973], Milano, Boroli.
- I. Illich (2004), Nemesi medica. L'espropriazione della salute [1975], Milano, Bruno Mondadori.
- I. Illich (2008), Esperti di troppo. Il paradosso delle professioni disabilitanti [1977], Milano, Erickson.
- I. Illich (2005), La disoccupazione creativa [1978], Milano, Boroli.

### Testi della decrescita
- M. Badiale e M. Bontempelli (2010), Marx e la decrescita. Perché la decrescita ha bisogno del pensiero di Marx, Trieste, Abiblio.
- M. Badiale e M. Bontempelli (2014) La sfida politica della decrescita, Roma, Aracne.
- J.-C. Besson-Girard (2007), Decrescendo cantabile. Piccolo manuale per una decrescita armonica, pref. di Serge Latouche, Milano, Jaca Book.
- M. Bonaiuti (a cura di) (2004), Obiettivo decrescita, Bologna, EMI.
- M. Bonaiuti (2013), La grande transizione. Dal declino alla società di decrescita, Torino, Bollati Boringhieri.
- P. Cacciari (2006), Pensare la decrescita. Sostenibilità ed equità, Roma, Carta Edizioni.
- P. Cacciari (2009), Decrescita o barbarie, Roma, Carta Edizioni.
- P. Cacciari, A. Fragano e altri (2009), Decrescita. Idee per una civiltà post-sviluppista, Salgareda (Treviso), Sismondi.
- P. Cacciari, A. Fragano e altri (2012), Immaginare la società della decrescita, Firenze, Terra Nuova Edizioni.
- N. De Padova e R. Lorusso (2007), DePILiamoci. Liberarsi del PIL superfluo e vivere felici, Roma, Editori Riuniti.
- S. Latouche (2002), La fine del sogno occidentale. Saggio sull'americanizzazione del mondo, Milano, Elèuthera.
- S. Latouche (2004), Decolonizzare l'immaginario. Il pensiero creativo contro l'economia dell'assurdo, Bologna, Editrice Missionaria Italiana.
- S. Latouche (2005), Come sopravvivere allo sviluppo. Dalla decolonizzazione dell'immaginario economico alla costruzione di una società alternativa , Torino, Bollati Boringhieri.
- S. Latouche (2007), La scommessa della decrescita [2006], Milano, Feltrinelli.
- S. Latouche (2011) Come si esce dalla società dei consumi. Corsi e percorsi della decrescita, Torino, Bollati Boringhieri.
- S. Latouche e D. Harpagès (2011), Il tempo della decrescita. Introduzione alla frugalità felice, Milano, Elèuthera.
- S. Latouche (2012), Per un'abbondanza frugale. Malintesi e controversie sulla decrescita, Torino, Bollati Boringhieri.
- S. Latouche (2012), Limite, Torino, Bollati Boringhieri.
- S. Latouche et al. (2013), Dove va il mondo? Un decennio sull’orlo della catastrofe, Torino, Bollati Boringhieri.
- S. Latouche (2013), Usa e getta. Le follie dell’obsolescenza programmata, Torino, Bollati Boringhieri.
- S. Latouche S., La decrescita prima della decrescita. Precursori e compagni di strada (2016), Torino, Bollati Boringhieri.
- M. Pallante (2005), La decrescita felice. La qualità della vita non dipende dal PIL, Roma, Ediutori Riuniti.
- M. Pallante (2010) La Decrescita felice, la qualità della vita non dipende dal Pil, Roma, Edizioni per la Decrescita Felice.
- M. Pallante (2011), Meno e meglio. Decrescere per progredire, Milano, Bruno Mondadori.
- M. Pallante et al. (2012), Debiti pubblici crisi economica e decrescita felice, Roma, Edizioni per la Decrescita Felice.
- M. Pallante e A. Pertosa (2017), Solo una decrescita felice (selettiva e governata) può salvarci, Torino, Lindau.
- A. Pertosa (2012), Dall’economia all’eutéleia. Scintille di decrescita e d’anarchia, pref. di Maurizio Pallante, Roma, Edizioni per la Decrescita Felice.
- F. Schillaci (a cura di) (2013), Un pianeta a tavola. Decrescita e transizione agroalimentare, Roma, Edizioni per la Decrescita Felice.
- F.M. Sirignano (2012), Pedagogia della descrescita. L'educazione sfida la globalizzazione, Milano, Franco Angeli.
- M. Pallante e A. Pertosa (2017), Solo una decrescita felice (selettiva e governata) può salvarci, Torino, Edizioni Lindau.

### Dintorni della decrescita
- P. Bevilacqua (2006), La terra è finita. Breve storia dell'ambiente, Roma-Bari, Laterza.
- P. Bevilacqua (2008), Miseria dello sviluppo, Roma-Bari, Laterza.
- P. Bevilacqua (2011), Il grande saccheggio. L'età del capitalismo distruttivo, Roma-Bari, Laterza.
- A. Galdo (2008), Non sprecare, Torino, Einaudi.
- A. Galdo (2011), Basta poco. Pensieri forti e gesti semplici per una nuova ecologia della vita quotidiana, Torino, Einaudi.
- A. Galdo (2012), L’egoismo è finito. La nuova civiltà dello stare insieme, Torini, Einaudi.
- T. Jackson T. (2011), Prosperità senza crescita. Economia per il pianeta reale [2009], cur. G. Bologna, Milano, Ed.Ambiente.
- L. Mercalli e C. Sasso (2004), Le mucche non mangiano cemento, Torino, Società Meteorologica Subalpina.
- L. Mercalli (2011), Prepariamoci, Milano, Chiarelettere.
- G. Ruffolo G. (1990), La qualità sociale. Le vie dello sviluppo, Roma-Bari, Laterza.
- G. Ruffolo (1994), Lo sviluppo dei limiti. Dove si tratta della crescita inventata, Roma-Bari, Laterza.
- G. Ruffolo (2008), Il capitalismo ha i secoli contati, Torino, Einaudi.
- G. Viale (2010), La civiltà del riuso. Riparare, riutilizzare, ridurre, Roma-Bari, Laterza.

### Testi critici
- D. Moro, "Cosa sono i teorici della decrescita e come lottano contro il marxismo", pensiero resistente, n. 358.
- J. Bellamy Foster (2011), "Capitalism and Degrowth: An Impossibility Theorem", Monthly Review, 2011, Volume 62, Issue 08 (January).
- G. Mazzetti G., Critica della decrescita (2014), Milano, Edizioni Punto Rosso.
- Kiril K. Maritchkov, The Green State Laboratory - Critica della Decrescita e la teoria del GSL [2012], Atravista.